# Mycosphaerella vogelii
Mycosphaerella vogelii är en svampart som först beskrevs av Syd. & P. Syd., och fick sitt nu gällande namn av Tomilin 1979. Mycosphaerella vogelii ingår i släktet Mycosphaerella och familjen Mycosphaerellaceae.   Inga underarter finns listade i Catalogue of Life.